# Võ Long Triều
Võ Long Triều (1934 – 2 tháng 9 năm 2016) là nhà báo, người sáng lập tờ nhật báo Đại Dân tộc và dân biểu thời Việt Nam Cộng hòa. Sau ngày thống nhất, ông đã phải đi học tập cải tạo 11 năm.

## Tiểu sử
Ông Võ Long Triều sinh năm 1934 tại Bến Tre, theo đạo Công giáo, nhưng lớn lên, học hành và sinh sống tại Sài Gòn. Từ năm 1951 đến 1961, ông du học tại Pháp, tốt nghiệp kỹ sư Trường Quốc gia Canh Nông Paris, Grignon. Trở về nước, ông Võ Long Triều phục vụ tại Bộ Canh nông Việt Nam Cộng hòa và giảng dạy tại trường Đại học Nông Lâm Súc. Dưới thời nội các chiến tranh của tướng Nguyễn Cao Kỳ, ông được mời giữ chức vụ Ủy viên Thanh Niên (chức danh tương đương Bộ trưởng) từ năm 1966 đến năm 1967. 
Sau đó, Võ Long Triều cho ra tờ nhật báo Đại Dân tộc, trùng tên với tờ tuần báo của Dương Văn Ba. Ngoài ra, 1971 ông đã ra tranh và đắt cử cử ghế dân biểu Hạ nghị viện Việt Nam Cộng hòa khóa sau cùng trước ngày 30 tháng 4 năm 1975. Sau biến cố Sài Gòn thất thủ, ông Võ Long Triều cũng đã phải ở 11 năm tù trong các nhà tù Cộng sản. Võ Long Triều bị bắt năm 1977 vì tội “chống phá cách mạng”, nhưng khi được trả tự do năm 1988 thì tội danh đổi thành “ngụy quyền cao cấp".
Sau đó ông sang Pháp sống từ 1991 đến 1997 và làm biên tập viên phát thanh cho Đài RFI; ông hiện sống tại Fresno-California và tiếp tục viết báo. Ông cũng từng là nhà bình luận trên các đài truyền hình SBTN và VHNTV.
Ngày 2 tháng 9 năm 2016, ông qua đời tại Fresno, California, sau một thời gian bị bệnh, bà Châu Thị Chính, vợ của ông xác nhận với nhật báo Người Việt.

## Nhận xét
- Về đàn áp báo chí thời Đệ Nhị Cộng hòa: "Tôi xác nhận ông Thiệu có đàn áp báo chí nhưng chỉ tịch thu báo thôi chứ không bắt bớ ai hết. Hồi đó ký giả xuống đường biểu tình chống ông Thiệu mà có ai bị bắt đâu."[2]
- Về các nhân vật lãnh đạo thời Đệ Nhị Cộng hòa[2]:

- "ông Nguyễn Văn Thiệu là người lo cho bản thân mình hơn là thương dân tộc đất nước và lúc nào cũng lo nghĩ người Mỹ muốn gì để nương theo ý Mỹ."
- "Ông Nguyễn Cao Kỳ là người có lòng với đất nước, “muốn đội đá vá trời” nhưng tính khí bốc đồng, không hiểu biết nhiều về chính trị nên bây giờ mới có những hành động và lời nói phản bội lại chính mình và đồng đội từng một thời sát cánh với ông bảo vệ miền Nam."
- "ông Trần Văn Hương, tôi cho rằng ông là người không thành thật, bị thời cuộc đưa đẩy vào chính trường mà không hiểu chính trị; lúc tuổi đã già, dường như ông Hương muốn cố làm điều gì để lưu danh, sẵn sàng đổi chác danh dự và lập trường để lấy quyền lợi và danh vọng cho cá nhân mình."
- "Ông Trần Thiện Khiêm tượng trưng cho con “lươn lùi,” trơn trượt không mích lòng ai, miễn sao giữ được vị thế và chức vụ của mình."
- "Đại Tướng Dương Văn Minh là người tượng trưng cho sự thất bại."

- Về những năm tù đầy: "Tôi nằm trong khu giam giữ tù nhân bị tội tử hình, tôi luôn bị ám ảnh không biết chừng nào mình bị đem đi hành quyết nên con người tôi trở nên chai đá và xem như đã chết một lần."

## Đời tư
Võ Long Triều có vợ là Tô Thị Diên, tiến sĩ giáo duc, học ở Paris La Sorbonne & HOA Ky, Berkeley, California, giám đốc & hiệu trưởng Trường Suong Mai & London School.